# Saturday Night (2024)
Saturday Night (bra: Saturday Night – A Noite Que Mudou a Comédia) é um filme de comédia americano dirigido por Jason Reitman, que coescreveu o roteiro com Gil Kenan, e estrelado por Gabriel LaBelle, Rachel Sennott, Cory Michael Smith, Ella Hunt, Dylan O'Brien, Emily Fairn, Matt Wood, Lamorne Morris, Kim Matula, Finn Wolfhard, Nicholas Braun, Cooper Hoffman, Andrew Barth Feldman, Kaia Gerber, Tommy Dewey, Willem Dafoe, Matthew Rhys e J. K. Simmons. O seu enredo narra os acontecimentos que levaram à estreia de Saturday Night na NBC, mais tarde conhecido como Saturday Night Live.

## Elenco
- Gabriel LaBelle como Lorne Michaels
- Rachel Sennott como Rosie Shuster
- Cory Michael Smith como Chevy Chase
- Ella Hunt como Gilda Radner
- Dylan O'Brien como Dan Aykroyd
- Emily Fairn como Laraine Newman
- Matt Wood como John Belushi
- Lamorne Morris como Garrett Morris
- Kim Matula como Jane Curtin
- Finn Wolfhard
- Nicholas Braun como Andy Kaufman e Jim Henson
- Cooper Hoffman como Dick Ebersol
- Kaia Gerber como Jacqueline Carlin
- Andrew Barth Feldman como Neil Levy
- Tommy Dewey como Michael O'Donoghue
- Willem Dafoe como David Tebet
- Matthew Rhys como George Carlin
- J. K. Simmons como Milton Berle
- Jon Batiste como Billy Preston
- Naomi McPherson como Janis Ian
- Taylor Gray como Al Franken
- Mcabe Gregg como Tom Davis
- Nicholas Podany como Billy Crystal
- Ellen Boscov como Mrs. Kaufman
- Billy Bryk
- Joe Chrest como Herb Sargent
- Catherine Curtin como Joan Carbunkle
- Leander Suleiman como Anne Beatts
- Paul Rust como Paul Shaffer

## Produção
Foi anunciado em maio de 2023 que Jason Reitman estaria dirigindo, coescrevendo e produzindo um filme sobre a criação de Saturday Night Live para a Sony Pictures. Ele, com seu colaborador de Ghostbusters: Afterlife (2021) e Ghostbusters: Frozen Empire (2024), Gil Kenan, conduziu entrevistas com o elenco e a equipe vivos da temporada de estreia para desenvolver melhor o roteiro.
Em janeiro de 2024, Gabriel LaBelle foi escalado para interpretar Lorne Michaels, em seu segundo grande papel principal após sua atuação como Sammy Fabelman em Os Fabelmans (2022), com Cooper Hoffman, Rachel Sennott, Ella Hunt, Emily Fairn, Kim Matula, Dylan O'Brien, Lamorne Morris, Cory Michael Smith e Matt Wood escalados como Dick Ebersol, Rosie Shuster, Gilda Radner, Laraine Newman, Jane Curtin, Garrett Morris, Dan Aykroyd, Chevy Chase e John Belushi, respectivamente. Nicholas Braun, Tommy Dewey e Nicholas Podany foram adicionados em março para interpretar Jim Henson, Michael O'Donoghue e Billy Crystal, respectivamente. Além disso, Braun acabou escalado para interpretar Andy Kaufman também. Esse papel deveria ser originalmente interpretado por Benny Safdie, mas ele teve que desistir devido a conflitos de agenda. Nesse mesmo mês, Andrew Barth Feldman, Kaia Gerber, Finn Wolfhard, J. K. Simmons, Billy Bryk, Joe Chrest, Taylor Gray, Mcabe Gregg e Willem Dafoe se juntaram ao elenco. Jon Batiste, que compôs a trilha sonora do filme, também interpretou Billy Preston. Em abril, Naomi McPherson da banda Muna foi escalada para interpretar Janis Ian. Em junho, foi relatado que Leander Suleiman havia sido escalada como a roteirista Anne Beatts.
As filmagens começaram em março de 2024 com Atlanta e Fayetteville, Geórgia como locações.

## Lançamento
Em 30 de julho, foi anunciado que o título foi alterado do título provisório de SNL 1975 para Saturday Night, que era o título original do programa durante sua primeira temporada, uma vez que já havia um programa concorrente na época na ABC chamado Saturday Night Live with Howard Cosell. Também foi anunciado que o filme seria lançado em 11 de outubro de 2024, 49 anos após o dia em que o SNL estreou na NBC.
O filme estreou no 51º Festival de Cinema de Telluride e foi selecionado para exibição no Festival Internacional de Cinema de Toronto de 2024.
Pouco tempo após sua pré-estreia em Telluride, a Sony Pictures decidiu fazer algumas mudanças no cronograma de lançamento do filme, mudando para um lançamento limitado nas salas de cinema, começando em Los Angeles, Nova Iorque e Toronto em 27 de setembro de 2024, expandindo para mais cidades em 4 de outubro e, em seguida, um lançamento nacional em 11 de outubro.

### Marketing
As primeiras fotos de Saturday Night foram divulgadas exclusivamente pela Vanity Fair em 7 de agosto de 2024, seguidas pelo lançamento do primeiro pôster e trailer no dia seguinte.

## Recepção

### Resposta da crítica
No site agregador de críticas Rotten Tomatoes, 78% das 209 resenhas dos críticos são positivas, com uma classificação média de 7,10/10. O consenso do site diz: "Animado por um excelente elenco que captura a essência, se não a semelhança exata, do elenco e da equipe originais do SNL, Saturday Night é uma celebração frenética e nostálgica de uma das estreias mais auspiciosas do showbiz." O Metacritic, que usa uma média ponderada, atribuiu ao filme uma pontuação de 63 em 100, baseado em 41 críticos, indicando críticas "geralmente favoráveis". O público consultado pelo CinemaScore deu ao filme uma nota média de "B+" em uma escala de A+ a F, enquanto os pesquisados pelo PostTrak deram a ele uma pontuação geral positiva de 82%, com 63% dizendo que definitivamente o recomendariam.